# Niełaz plamisty
Niełaz plamisty, kuna workowata (Dasyurus viverrinus) – gatunek ssaka z podrodziny niełazów (Dasyurinae) w obrębie rodziny niełazowatych (Dasyuridae), występujący endemicznie w rozproszonych populacjach na Tasmanii i wyspie Bruny.

## Taksonomia
Gatunek po raz pierwszy zgodnie z zasadami nazewnictwa binominalnego opisał w 1800 roku brytyjski zoolog i botanik George Shaw nadając mu nazwę Didelphis viverrinus. Miejsce typowe to obszar Sydney, Nowa Południowa Walia, Australia.
W niedawno przeprowadzonych analizach filogenetycznych opartych na danych mitochondrialnych i jądrowych Dasyurus viverrinus, D. maculatus, D. geoffroii i D. hallucatus tworzą klad monofiletyczny, z Sarcophiius harrisii jako taksonem siostrzanym. D. viverrinus jest wyraźnie genetycznie odmienny od wszystkich innych niełazów, z silnym wsparciem dla jego monofiletyczności w stosunku do kongenerów; jednak jego siostrzany związek z kladem D. geoffroii/D. spartacus/D. albopunctatus lub kladem D. maculatus jest niepewny.
Autorzy Illustrated Checklist of the Mammals of the World uznają ten gatunek za monotypowy.

### Etymologia
- Dasyurus: gr. δασυς dasus ‘włochaty’; ουρα oura ‘ogon’[18].
- viverrinus: łac. viverrinus ‘jak fretka’, „fretkowaty", od viverra ‘wiwera’[19].

## Zasięg geograficzny
Historycznie niełaz plamisty zamieszkiwał tereny południowo-wschodniej Australii kontynentalnej (głównie w Australii Południowej, Nowej Południowej Walii i Wiktorii) oraz Tasmanii, jednak zasięg występowania zmniejszył się o 50–90%. Ostatni udokumentowany okaz w Australii kontynentalnej został upolowany 31 stycznia 1963. Od tego czasu pojawiały się niepotwierdzone doniesienia o napotkaniu przedstawicieli gatunku. Ostatecznie D. viverrinus występuje tylko w rozproszonych populacjach w Tasmanii i na wyspie Bruny, na której prawdopodobnie był introdukowany. W Nowej Południowej Walii, Australii Południowej i Wiktorii jest uznawany za gatunek regionalnie wymarły.

## Morfologia

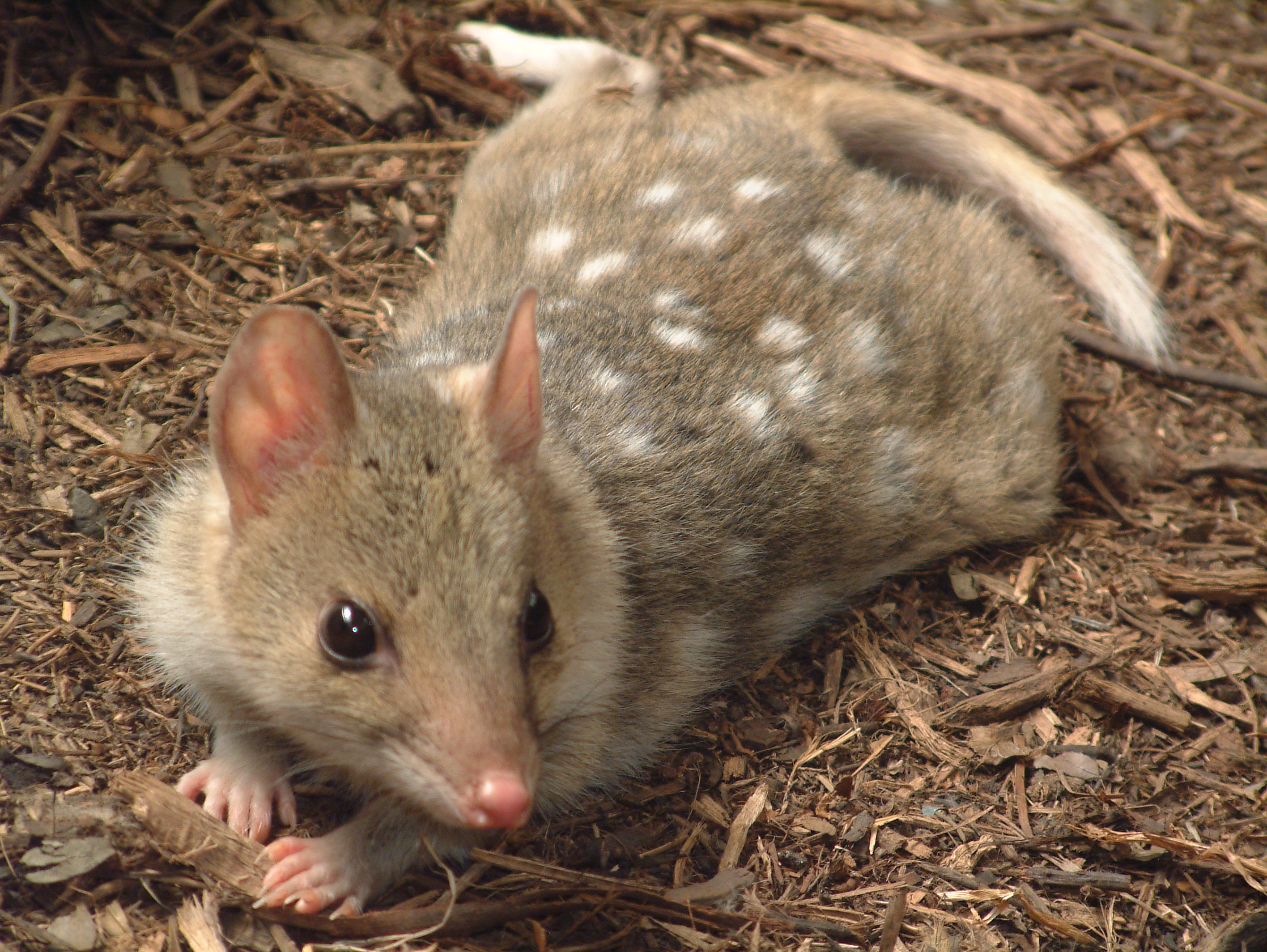
Niełaz plamisty o jasnym typie ubarwienia

Długość ciała (bez ogona) samic 28–40 cm, samców 32–45 cm, długość ogona samic 17–24 cm, samców 20–28 cm; masa ciała samic 0,7–1,1 kg, samców 0,9–1,9 kg. Pokryty jest miękką, krótką i gęstą sierścią. Owłosiony ogon osiąga długość 21–30 cm. Niełazy występują w dwóch typach ubarwienia. Częściej spotykane – brunatne w kremowobiałe kropki, zaś rzadziej odnotowywane – czarne z białym nakrapianiem. Białe plamki są intensywniejsze na tułowiu, a mniej wyraźne na głowie. Plamy nie występują na ogonie, ale jego zakończenie jest białe. Część brzuszna i kończyny są wybarwione w jaśniejszych kolorach. Zwierzęta o obu typach ubarwienia mogą występować w jednym miocie. Włosy czuciowe (wibryssy) u osobników o ciemnym ubarwieniu są czarne, a u płowych mogą być czarne, brązowe albo białe. Torba jest płytka, wyposażona w 6–8 sutków. W przeciwieństwie do innych gatunków z rodzaju Dasyurus niełaz plamisty ma po 4 palce u stóp kończyn tylnych i po 5 u przednich (inne gatunki mają po 5 palców u stóp wszystkich kończyn). Wzór zębowy: 4.1.2.4-3.1.2.4. Wyjątkową cechą występującą u młodych Niełaza plamistego jest przerwa pomiędzy komorami serca i pomiędzy przedsionkami u noworodków. Dziury te zamykają się po paru dniach.

## Tryb życia
Niełaz plamisty wiedzie nocny,  naziemny tryb życia. Podczas dnia śpi w wydrążonych pniach lub pod osłoną stosów kamieni. Podczas snu zwija się w kłębek i kładzie uszy. Samica rodzi zazwyczaj 4–8 młodych. Niełazy nadają się do hodowli. Chów jest łatwy.

## Ekologia
D. viverrinus żywi się myszami, żabami, ptakami, rybami, młodymi królikami, ale także padliną, owadami i skorupiakami. Zamieszkuje zarówno lasy jak i tereny otwarte – także w pobliżu zabudowań zamieszkałych przez ludzi. Niełaz plamisty urządza swoje legowiska w gęstym runie, pustych pniach, małych jaskiniach, pod budynkami i pod ziemią.

## Znaczenie w ochronie środowiska
Niełaz plamisty jest gatunkiem zagrożonym, dla którego głównym zagrożeniem są choroby i dzikie koty. Gatunek ten należy do projektu rządu australijskiego 20 ssaków, do 2020, który jest częścią inicjatywy mającej na celu ochrona rodzimych roślin i zwierząt Australii. Rząd Australijskiego Terytorium Stołecznego wraz z rządem australijskim przeznaczyły 600 tysięcy dolarów na stworzenie bezpiecznego azylu dla niełaza plamistego na kontynencie. W planach priorytetem jest ulepszenie siedlisk, zapewnienie odpowiedniej przestrzeni i optymalnych warunków rozwoju dla tego zagrożonego gatunku.

## Znaczenie dla gospodarki
Niełaz plamisty usuwa szkodniki, które niszczą uprawy np. myszy i owady (w tym ich larwy), co wpływa pozytywnie na rolnictwo. Są również atrakcją turystyczną w Tasmanii. D. viverrinus potrafi atakować drób i słabsze zwierzęta hodowane przez farmerów, co wpływa negatywnie na hodowlę.

## Status zagrożenia
W Czerwonej księdze gatunków zagrożonych Międzynarodowej Unii Ochrony Przyrody i Jej Zasobów został zaliczony do kategorii EN (ang. endangered „zagrożony”).